# Sauce Véron
La sauce Véron est une variation de la sauce normande, qui accompagne les poissons.
Elle est composée de sauce normande, d'échalotes, d'estragon, de cerfeuil, de tomates, de poivre noir, de vin blanc et de vinaigre de vin blanc, de fond de veau, d'anchois salés et d'une pincée de poivre de Cayenne.